# オバケ日記
オバケ日記とは学校の怪談 (テレビアニメ)に登場する架空のアイテムである。「おばけ日記」と表記される場合もある。 
主人公の宮ノ下さつきがお化けの正体、能力、行動、霊眠の呪文、方法などを調べるときに使う。これは28年前小学5年生の時のさつきの母・佳耶子が書いたもので、天の川小学校旧校舎の校長室の歴代校長の写真の額縁の裏に隠してあった。

## アニメに登場するお化け、幽霊
- 天の邪鬼
- トイレの花子さん
- 人面犬
- 二宮金次郎像
- テケテケ
- 人体模型
- 赤紙青紙・・最終話にて霊眠破れる
- くたべ
- ピアノお化け・・最終話にて霊眠破れる
- だっと・・最終話にて霊眠破れる
- ババサレ・・最終話にて霊眠破れる
- うつしみ・・最終話にて霊眠破れる
- 黄泉路の鬼
- シロタビ・・最終話にて霊眠破れる
- 穴まねき
- タクシーの運転手の霊
- メリーさん
- 呪いの看護婦
- ダビンチ・・最終話にて霊眠破れる
- しづ子
- 闇目（松田忍）・・最終話にて霊眠破れる
- 巣魔
- オバケ団地にいた男
- オバケ団地にいた老人
- オバケ団地にいた女性
- 白金ゆき（血染め湖の亡霊）
- 放送室の茜さん
- 逢魔
- 首なし馬（首なしライダー）
- 口裂け女(未放送)

## 能力や霊眠させる呪文、方法が書かれているお化け
- 天の邪鬼【新たな霊眠場所を決めないで霊眠させた為に猫のカーヤに憑依】
- トイレの花子さん【能力のみ】
- 赤紙青紙【つぼを牛乳ビンで代用し、水の代わりにさつきの涙で霊眠した】
- くたべ
- 二宮金次郎像
- テケテケ
- 人面犬
- だっと【呪文、霊眠方法なし】
- ババサレ【宅地開発による悪霊封じの結界が壊されていたため霊眠不可】
- うつしみ【旧校舎の大鏡と佳耶子の形見のコンパクトで合わせ鏡の結界を作り霊眠させた】
- 黄泉路の鬼【生還方法のみで霊眠方法なし】
- 穴まねき【母親霊眠失敗】
- 呪いの看護婦
- ダビンチ【過去の母親の力を借りる】
- 闇目（松田忍）【赤い紐をリップで代用して、太陽光はカメラのフラッシュで代用】
- 巣魔【一時しのぎで放っておくと新たに生み出される】
- 放送室の茜さん
- 逢魔【さつき達は霊力が無かったため母親の力を借りる】
- 首なし馬（首なしライダー）【一時霊眠されたが霊の力が強すぎたため失敗】

※人面犬やテケテケなどのお化け日記のページは第三話の時にお化け日記のページがめくれるシーンにて一瞬のみ登場する。また第二話ではわからなかった赤紙青紙のお化け日記の絵もこの時に判明した。

## 能力・行動・霊眠方法など
- 天の邪鬼
  - 霊眠方法：魔法陣を描きその中に炎を置き「邪鬼邪鬼（じゃくじゃく）眠れ」と唱える。しかし、さつき達は佳耶子と違い霊眠場所を決めていなかったため、天の邪鬼はカーヤの中に封じ込められる形となった。
- 赤紙青紙
  - 能力：トイレに入っていると赤い紙か青の紙かと問い詰めてくるお化けで赤と答えると天井から血が降って真っ赤になり青と答えると首を締め付けられて真っ青になってしまい、それ以外の色を答えるとあの世に引き込まれて二度と生還できない。
  - 霊眠方法：壺またはビンなどに鳥居のマークを書き、呼び水を中に入れて「ご不浄をお借りします」と何度も唱える。手近に水道が無かったが、さつきの目からこぼれ落ちた涙が呼び水になった。
- くたべ
  - 能力：階段の4段目で喋ったことを現実にする。特に劇などの話に過敏に反応する。最後には願いをかけた本人にも災いをもたらす。
  - 霊眠方法：階段の4段目に札の貼ってある地蔵を置き「くたべくたばれあの世へ消えろ」と唱える。
- ピアノお化け
  - 能力：ベートーヴェンの「エリーゼのために」を4回演奏し、4回聞いてしまった者を死に至らしめる。ピアノに限らず、電話やオルゴール、ラジカセやテレビなど、音が出る物ならばどこからでも演奏してくる。佳耶子の時代には存在しなかったオバケ。
  - 霊眠方法：メトロノームを用意して打ち鳴らし、完全にメトロノームに収まった所で振子を止める。
- だっと
  - 行動：4時44分44秒、第4コースを走っている人の足を切り取る。
- ババサレ
  - 霊眠方法：「ババサレ、ババサレ、ババサレ」と唱える。しかし結界が壊れていたため、この方法ではババサレは霊眠出来なくなっていた。結局、霊眠方法はさつき達の解釈ではババサレは「怖いと思わなければ見えない」ということになった（霊を信じていない大人や霊を見慣れている桃子には見えなかったため）。
- うつしみ
  - 霊眠方法：旧校舎の大鏡にもう一枚鏡を向けて合わせ鏡の結界を作る。結界は佳耶子の形見のコンパクトに描かれている絵と同じ形を成している。
- 黄泉路の鬼
  - 生還方法：お札を掲げて「帰りたい」と念ずる。インターネット内にある「黄泉ネット」から生還するには、スキャナを使ってお札をパソコンに取込んで送信する必要がある。
- 穴まねき
  - 能力：トンネルに近づいた人を引き込み、その人の精気を死ぬまで吸い取り続ける。
  - 霊眠方法：生への欲望があまりにも強過ぎるため、佳耶子も霊眠方法は見つけられなかった。自分の墓石を壊す場面をイメージすれば振り払うこともできるが、それは一時しのぎの方法に過ぎない。タクシードライバーの霊の助けがなければ、さつき達はまた取り込まれてしまう所だった。
- ダビンチ
  - 霊眠方法：線香の煙を浴びせて呪文を唱える。日記に書いてある呪文の文字が擦れていて読めなかったが、28年前の母・佳耶子と協力して霊眠させた。呪文は「ダビンチは絵の中で微笑め」と唱える。
- 闇目
  - 松田忍に憑依してしまった闇目である。本体は口から出ている目玉。おまじないと装って血の契約（本人の存在を消す呪文）をさせ、そして最終的な正式契約に移る。彼女はもともと人間だったが、異世界から闇目を呼び出した事で憑依され二度と元に戻れなくなってしまった。
  - 霊眠方法：赤い紐で体の自由を奪い太陽光を浴びせる。赤い紐はリップなどでも代用でき、太陽光もカメラのフラッシュ程度で済む。さつきはリップで代用したが、更にそれを鏡に映して、赤いリップの線に縛られた闇目の姿を見せる事でも効果がある。
- 巣魔
  - 行動：地脈の流れを分断した建物に棲みつき、自身から悪霊を作り出して周囲の人間を誘い込み、最終的には全てを飲み込もうとする。
  - 霊眠方法：依り代となる人形を用意し、巣魔の中心部に向かって「地脈に巣食う負の力よ大地の精霊に代わり、地への帰還を命ずる。巣魔、封印」と唱える。但し、この霊眠方法は一時的な物でしかなく、地脈の乱れを正さぬ限りは、再び新しい巣魔が現れてしまう。
- 放送室の茜さん
  - 能力・行動：放送室で下校の放送をしていると茜さんの声が聞こえてきてしまい、その声を聴いた者は、日没までに死んでしまう。霊眠が敗れた時点では妖力が不完全なため、その時だけは高熱程度で済む。
  - 霊眠方法：茜さんは4（死）と言う数字が嫌いなので何度も4と唱えるかもしくは鉄琴で放送を強制終了させるかのいずれかの方法をとればよい。
- 逢魔
  - 霊眠方法：霊眠場所として「鐘」を用意し、松明の炎で囲み、自分の霊力全てを媒体に「怨念に生きる悪霊よ眠れ」と唱える。
- 首なしライダー
  - 能力：首なしライダーが死んだ命日に首なしライダーを見た人間の首を無くした首代わりに奪っていく。
  - 霊眠方法：水辺で光（さつきは街灯で代用）に人形を掲げて呪文「この首やるからあの世へ還れ」と唱える。　一時的に霊眠に成功したが、最後は人形を突き破って失敗してしまう。　佳耶子の時代には存在しなかったお化けで、代わりに首なし馬の亡霊の霊眠方法を代用した。
- 口裂け女
  - (未放送)